# Campello
Campello o El Campello (oficialmente y en valenciano  El Campello) es un municipio costero de la provincia de Alicante en la Comunidad Valenciana (España), el centro urbano queda situado 13 kilómetros al noreste de la ciudad de Alicante. Cuenta con 30 600 habitantes (INE 2024) y forma una conurbación de 503 268 habitantes con Alicante, San Vicente del Raspeig, San Juan de Alicante y Muchamiel. Forma parte de la comarca Campo de Alicante. El turismo es uno de los ejes de su actividad económica.

## Geografía
El término municipal, de 55,27 kilómetros cuadrados, limita con Alicante, San Juan de Alicante, Muchamiel, Busot, Aguas de Busot, Orcheta y Villajoyosa.
El municipio de El Campello cuenta con 23 km de costa, destacando la playa de Muchavista, que en realidad es la continuación de la Playa de San Juan, una playa que pertenece a Alicante pero que se extiende hacia El Campello. Además, hay una playa dentro del propio casco urbano de El Campello. Entre estas dos playas, desemboca el Río Monnegre, conocido como Río Seco en la Huerta de Alicante. Aunque normalmente no lleva agua, durante fuertes lluvias puede generar corrientes muy intensas, provocando riadas.
En su litoral, son también muy conocidas la playa de la calle del Mar, situada en el paseo marítimo (en el casco urbano), las calas de los Baños de la Reina, en la Isleta, y las calas de la Coveta Fumà –núcleo de población del municipio de El Campello, con una población aprox. de 1060 hab. (2004) que sufre un importante desarrollo urbanístico desde hace algunos años–.
La orografía de El Campello es llana en su parte sur, mientras que la zona norte del término viene condicionada por las estribaciones del Cabezón de Oro, siendo el Alto del Blanquinar el punto más elevado del término municipal, con 455 m s. n. m.

### Clima
| Parámetros climáticos promedio de El Campello (Periodo de referencia: 1971-2000) | Parámetros climáticos promedio de El Campello (Periodo de referencia: 1971-2000) | Parámetros climáticos promedio de El Campello (Periodo de referencia: 1971-2000) | Parámetros climáticos promedio de El Campello (Periodo de referencia: 1971-2000) | Parámetros climáticos promedio de El Campello (Periodo de referencia: 1971-2000) | Parámetros climáticos promedio de El Campello (Periodo de referencia: 1971-2000) | Parámetros climáticos promedio de El Campello (Periodo de referencia: 1971-2000) | Parámetros climáticos promedio de El Campello (Periodo de referencia: 1971-2000) | Parámetros climáticos promedio de El Campello (Periodo de referencia: 1971-2000) | Parámetros climáticos promedio de El Campello (Periodo de referencia: 1971-2000) | Parámetros climáticos promedio de El Campello (Periodo de referencia: 1971-2000) | Parámetros climáticos promedio de El Campello (Periodo de referencia: 1971-2000) | Parámetros climáticos promedio de El Campello (Periodo de referencia: 1971-2000) | Parámetros climáticos promedio de El Campello (Periodo de referencia: 1971-2000) |
| Mes                                                                              | Ene.                                                                             | Feb.                                                                             | Mar.                                                                             | Abr.                                                                             | May.                                                                             | Jun.                                                                             | Jul.                                                                             | Ago.                                                                             | Sep.                                                                             | Oct.                                                                             | Nov.                                                                             | Dic.                                                                             | Anual                                                                            |
| -------------------------------------------------------------------------------- | -------------------------------------------------------------------------------- | -------------------------------------------------------------------------------- | -------------------------------------------------------------------------------- | -------------------------------------------------------------------------------- | -------------------------------------------------------------------------------- | -------------------------------------------------------------------------------- | -------------------------------------------------------------------------------- | -------------------------------------------------------------------------------- | -------------------------------------------------------------------------------- | -------------------------------------------------------------------------------- | -------------------------------------------------------------------------------- | -------------------------------------------------------------------------------- | -------------------------------------------------------------------------------- |
| Temp. máx. media (°C)                                                            | 16.0                                                                             | 17.2                                                                             | 18.7                                                                             | 20.6                                                                             | 23.6                                                                             | 27.4                                                                             | 30.5                                                                             | 30.9                                                                             | 28.2                                                                             | 23.9                                                                             | 19.6                                                                             | 16.7                                                                             | 22.8                                                                             |
| Temp. media (°C)                                                                 | 11.1                                                                             | 12.1                                                                             | 13.4                                                                             | 15.3                                                                             | 18.3                                                                             | 22.1                                                                             | 25.0                                                                             | 25.7                                                                             | 22.9                                                                             | 18.8                                                                             | 14.7                                                                             | 11.9                                                                             | 17.6                                                                             |
| Temp. mín. media (°C)                                                            | 6.2                                                                              | 7.0                                                                              | 8.1                                                                              | 9.9                                                                              | 13.0                                                                             | 16.8                                                                             | 19.7                                                                             | 20.4                                                                             | 17.7                                                                             | 13.7                                                                             | 9.9                                                                              | 7.3                                                                              | 12.5                                                                             |
| Precipitación total (mm)                                                         | 41                                                                               | 30                                                                               | 28                                                                               | 28                                                                               | 35                                                                               | 18                                                                               | 6                                                                                | 14                                                                               | 53                                                                               | 79                                                                               | 51                                                                               | 46                                                                               | 445                                                                              |
| Fuente: Agencia Estatal de Meteorología                                          |                                                                                  |                                                                                  |                                                                                  |                                                                                  |                                                                                  |                                                                                  |                                                                                  |                                                                                  |                                                                                  |                                                                                  |                                                                                  |                                                                                  |                                                                                  |

## Historia
El Campello constituía una partida rural de Alicante hasta su segregación de dicho municipio en 1901, constituyéndose desde entonces como ayuntamiento propio.

### Asentamiento de la Isleta

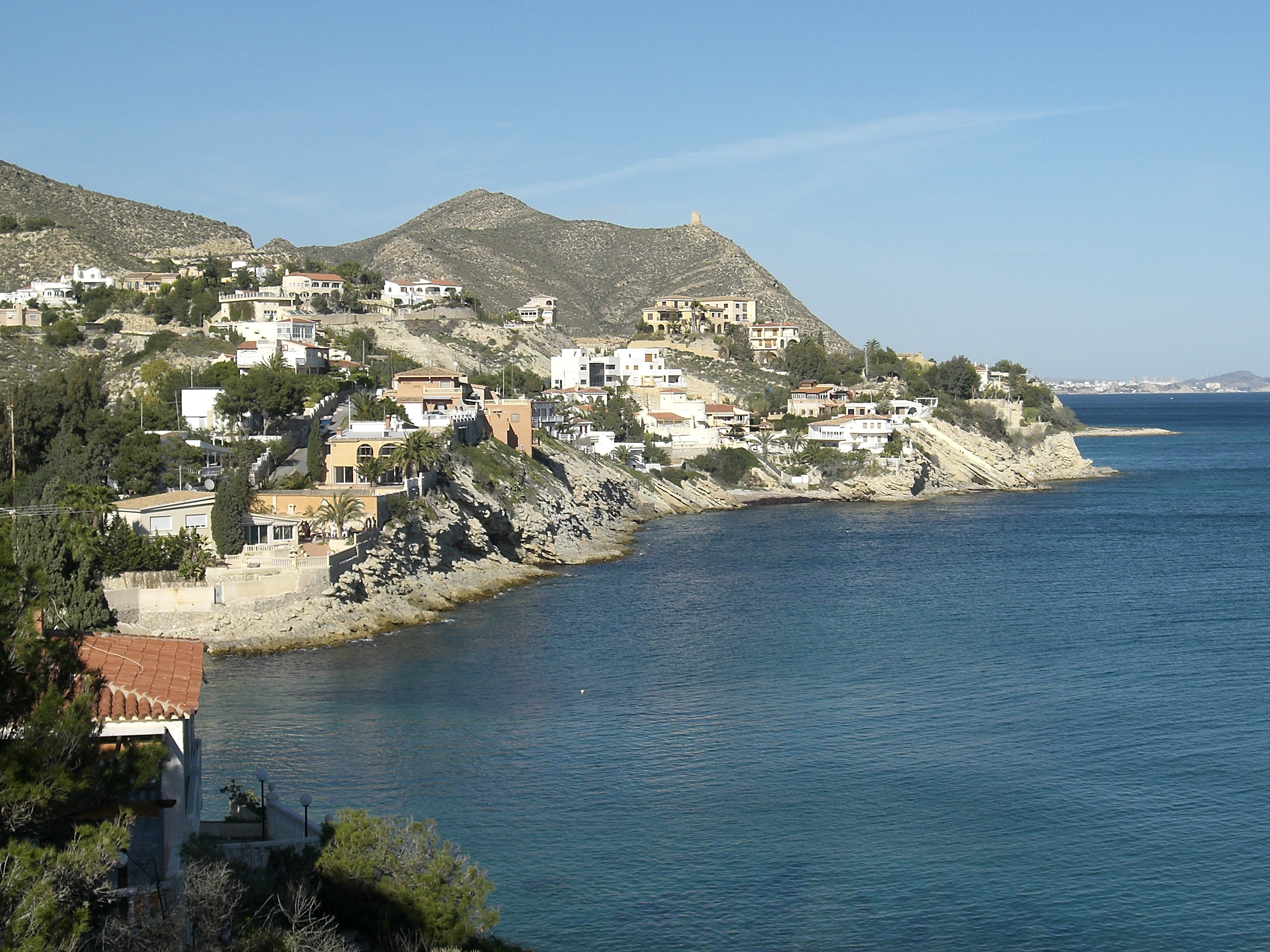
Coveta Fumà

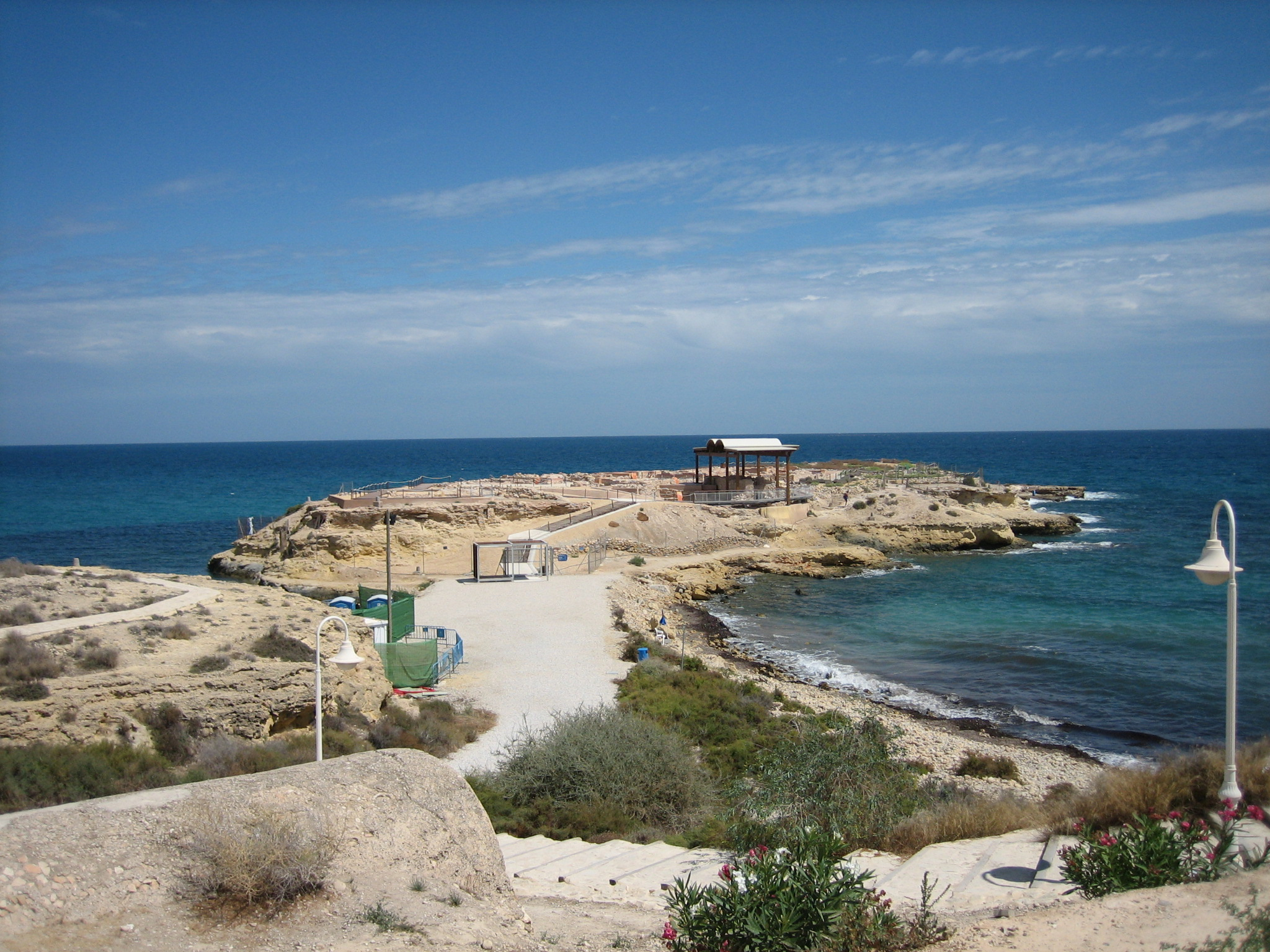
Antiguo asentamiento de La Isleta

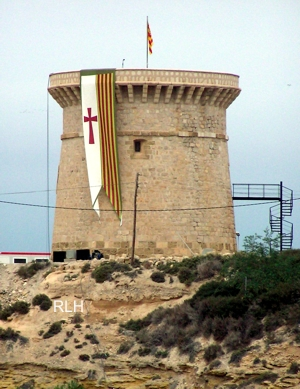
Torre de vigilancia,

La Isleta es una península situada en las afueras de la población que, hasta los años 1940, formaba una isla. El lugar presenta indicios de ocupación desde finales del tercer milenio a. C.. En época romana, sobre las ruinas ibéricas y prehistóricas se alzó una villa agrícola que contaba con unas pequeñas termas. De esta época son unas balsas, comunicadas con el mar, en las que eran criados los peces; estas construcciones dan el nombre de los Baños de la Reina a la zona del yacimiento, pues según el imaginario popular eran los baños de una reina mora.

### De la Edad Media al municipio actual
Tras la conquista cristiana de la zona por el rey castellano Alfonso X el Sabio a mediados del siglo XIII, el término de El Campello, al parecer sin núcleos de población significativos, pasó a formar parte del término de la villa de Alicante, dentro de la Corona de Castilla. La frontera entre las coronas castellana y aragonesa se encontraba en la zona norte del municipio; a raíz de esta condición fronteriza inicial, entre las localidades de El Campello y Villajoyosa (17 km al norte) no se encuentra ningún núcleo de población (salvo las zonas de urbanizaciones construidas a finales del siglo XX), lo que contrasta con la alta densidad de población de la provincia de Alicante. En 1304 la frontera de la Corona aragonesa se desplazó hacia el sur, de forma que El Campello pasó a depender junto a Alicante del Reino de Valencia por la Sentencia Arbitral de Torrellas. En 1475, todos los terrenos del término aparecían formando un señorío propiedad de Don Alfonso Martínez de Vera, descendiente de los Reyes de Navarra, dentro siempre de la jurisdicción de Alicante.
Las numerosas incursiones de piratas berberiscos, que durante el siglo XVI acosaban continuamente todo el litoral levantino, provocaron la construcción, entre 1554 y 1557, de dos torres defensivas de vigilancia en el municipio:

1. La Torre Illeta; aún en pie y restaurada en el siglo XX, se encuentra en una elevación a la altura del puerto de El Campello.
2. La Torre de Reixes o del Barranc d'Aigües. Esta construcción defensiva está ubicada al norte del municipio. Es De forma cilíndrica, de 8 m de diámetro en la base y 10 m de altura. Actualmente la parte superior se ha perdido y la base lamentablemente sufre rajas en su estructura, estando en riesgo su conservación.

Tras pasar por varias manos, en el siglo XVIII el mayorazgo acabó siendo propiedad de Don Nicolás Pérez de Sarrió, quien empezó a colonizar las tierras municipales, y, en 1775, se firmaron las bases para crear un pueblo en el lugar. En 1795, se estableció un astillero en la desembocadura del Río Seco, dando así un gran impulso al barrio de pescadores. En 1827, el servicio religioso pasó a depender de la parroquia de San Juan, hasta el establecimiento de una parroquia propia en 1873. Finalmente, en 1901 El Campello se independizó administrativamente de la ciudad de Alicante.
En 1914, se construyó una línea de ferrocarril entre Alicante y Denia (el Trenet de la Marina, cuyo descendiente es el actual TRAM Metropolitano de Alicante) que pasaba por la localidad, contribuyendo en gran medida al desarrollo económico y urbanístico del municipio. A partir de los años 50, el turismo y la proximidad a Alicante han cambiado profundamente la fisionomía del municipio con un importante bum urbanístico.

## Geografía humana

### Demografía
Cuenta con una población de 30 600 habitantes (INE 2024).
| Gráfica de evolución demográfica de Campello entre 1910 y 2021 |
| |
| Población de derecho según los censos de población del INE Población de hecho según los censos de población del INEEn estos censos se denominaba Campello: 1910, 1920, 1930, 1940, 1950, 1960, 1970 y 1981 Entre el censo de 1910 y el anterior, aparece este municipio porque se segrega del municipio 03014 (Alicante) |

### Economía
Originalmente fue un pueblo de pescadores y de agricultores, pero el turismo, la construcción y otras actividades relacionadas constituyen actualmente las actividades económicas más importantes en el municipio.

## Administración y política

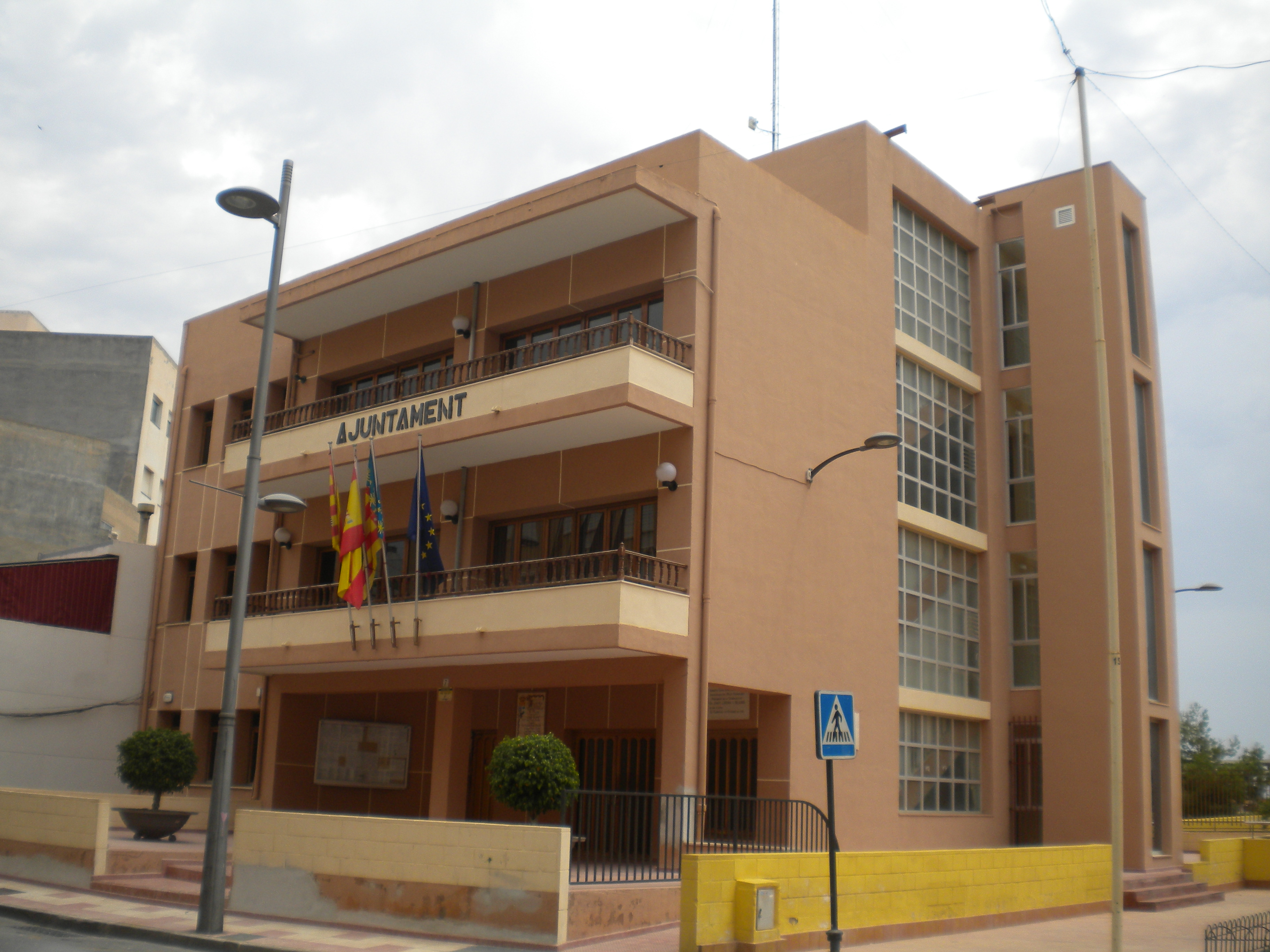
Ayuntamiento de El Campello

Actualmente el consistorio campellero se encuentra gobernado por un acuerdo de Gobierno entre el Partido Popular (PP) y Vox, siendo alcalde Juan José Berenguer Alcobendas (PP).
El ayuntamiento, desde 2023, tiene repartidos sus 21 asientos por 8 concejales del PP, 4 del PSOE, 3 de Vox, 2 de Compromís, 2 Per El Campello y 2 Esquerra Unida - Unides Podem.
| Elecciones municipales del 28 de mayo de 2023  |         |                                |       |         |            |            |
| Partido                                        | Partido | Candidato                      | Votos | Votos   | Concejales | Concejales |
| Partido Popular                                |         | Juan José Berenguer Alcobendas | 4044  | 31,97 % | 8          | 1          |
| Partido Socialista del País Valenciano-PSOE    |         | Vicent Vaello                  | 2228  | 17,61 % | 4          | =          |
| Vox                                            |         | José Manuel Grau               | 1488  | 11,76 % | 3          | 2          |
| Acord per Guanyar                              |         | Adriana Paredes                | 1387  | 10,96 % | 2          | -          |
| Per El Campello                                |         | Paco Toni Palomares            | 1336  | 10,56 % | 2          | -          |
| Esquerra Unida del País Valencià:Acord Ciutadà |         | Pedro Mario Pardo              | 1069  | 8,45 %  | 2          | -          |
| Fuente: Ministerio del Interior (España).      |         |                                |       |         |            |            |

Composición histórica del Ayuntamiento de El Campello
| Legislatura | Representación municipal | Representación municipal | Representación municipal | Representación municipal | Representación municipal | Representación municipal | Representación municipal | Representación municipal | Total |
| ----------- | ------------------------ | ------------------------ | ------------------------ | ------------------------ | ------------------------ | ------------------------ | ------------------------ | ------------------------ | ----- |
| 1979-1983   | CI 5                     | PSOE 5                   | UCD 2                    | PCE 1                    | PCE 1                    | PCE 1                    | PCE 1                    | PCE 1                    | 13    |
| 1983-1987   | PSOE 7                   | AP 3                     | PDL 2                    | CI 1                     | CI 1                     | CI 1                     | CI 1                     | CI 1                     | 13    |
| 1987-1991   | PSI 5                    | PSOE 2                   | AP 2                     | CI 2                     | CDS 1                    | EU-UPV 1                 | EU-UPV 1                 | EU-UPV 1                 | 13    |
| 1991-1995   | PSOE 9                   | PP 5                     | CU 2                     | CDS 1                    | CDS 1                    | CDS 1                    | CDS 1                    | CDS 1                    | 17    |
| 1995-1999   | PP 8                     | PSOE 7                   | EU 1                     | UPV 1                    | UPV 1                    | UPV 1                    | UPV 1                    | UPV 1                    | 17    |
| 1999-2003   | PP 9                     | PSOE 5                   | BLOC 2                   | EU 1                     | EU 1                     | EU 1                     | EU 1                     | EU 1                     | 17    |
| 2003-2007   | PP 10                    | PSOE 7                   | BLOC 3                   | EU 1                     | EU 1                     | EU 1                     | EU 1                     | EU 1                     | 21    |
| 2007-2011   | PP 11                    | PSOE 7                   | BLOC 2                   | EU 1                     | EU 1                     | EU 1                     | EU 1                     | EU 1                     | 21    |
| 2011-2015   | PP 10                    | PSOE 6                   | BLOC 2                   | EU 1                     | Decido 1                 | IdPV 1                   | IdPV 1                   | IdPV 1                   | 21    |
| 2015-2019   | PP 7                     | PSOE 3                   | Cs 3                     | Compromís 3              | EU 2                     | PdC 2                    | CM 1                     | CM 1                     | 21    |
| 2019-2023   | PP 7                     | PSOE 4                   | Cs 3                     | Compromís 3              | Vox 1                    | EU 1                     | Podem 1                  | Red 1                    | 21    |
| 2023-2027   | PP 8                     | PSOE 4                   | Vox 3                    | Compromís 2              | XEC 2                    | EU-UP 2                  | EU-UP 2                  | EU-UP 2                  | 21    |

| Periodo   | Nombre                                                                                     | Partido       |
| --------- | ------------------------------------------------------------------------------------------ | ------------- |
| 1979-1983 | Vicente Lledó Peralta                                                                      | Independiente |
| 1983-1987 | Vicente Baeza Buades                                                                       | PSPV-PSOE     |
| 1987-1991 | Vicente Baeza Buades                                                                       | PSI           |
| 1991-1995 | Vicente Baeza Buades (hasta 1992) Mario Alberola Marco (hasta 1993) Javier Ruzafa Alberola | PSPV-PSOE     |
| 1995-1999 | Juan Ramón Varó Devesa                                                                     | PP            |
| 1999-2003 | Juan Ramón Varó Devesa                                                                     | PP            |
| 2003-2007 | Marita Carratalá Aracil (hasta 2004) Juan Ramón Varó Devesa                                | PSPV-PSOE PP  |
| 2007-2011 | Juan Ramón Varó Devesa                                                                     | PP            |
| 2011-2015 | Juan José Berenguer Alcobendas                                                             | PP            |
| 2015-2019 | Benjamí Soler Palomares                                                                    | Compromís     |
| 2019-2023 | Juan José Berenguer Alcobendas                                                             | PP            |
| 2023-act. | Juan José Berenguer Alcobendas                                                             | PP            |

#### Diputados/as provinciales de El Campello.
| Periodo     | Nombre                            | Partido   |
| 1999–2003   | Marita Carratalá Aracil           | PSPV-PSOE |
| 2003–2007   | Francisco Javier Miralles Guillén | PSPV-PSOE |
| 2007–2011   | Juan Ramón Varó Devesa            | PP        |
| 2011–2015   | Juan Ramón Varó Devesa            | PP        |
| 2015–2019   | Mª Ángeles Jiménez Belmar         | PSPV-PSOE |
| 2015–2019   | Raquel Pérez Antón                | EU        |
| 2023 – act. | María Lourdes Llopis Soto         | PP        |
| 2023 – act. | Raquel Marín Pastor               | PSPV-PSOE |

## Patrimonio

### Arqueológico
- Yacimiento arqueológico de La Isleta o La Illeta dels Banyets

### Civil
- Torre de la Isleta
- Torre de Aguas
- Torre del Barranquet de Marco
- Villa Marco

### Religioso
- Iglesia de Santa Teresa
- Ermita de la Virgen del Carmen
- Ermita de la Coveta Fumà, derrumbada en 2018[9]
- Ermita del Convento de la Merced

## Servicios

### Educación

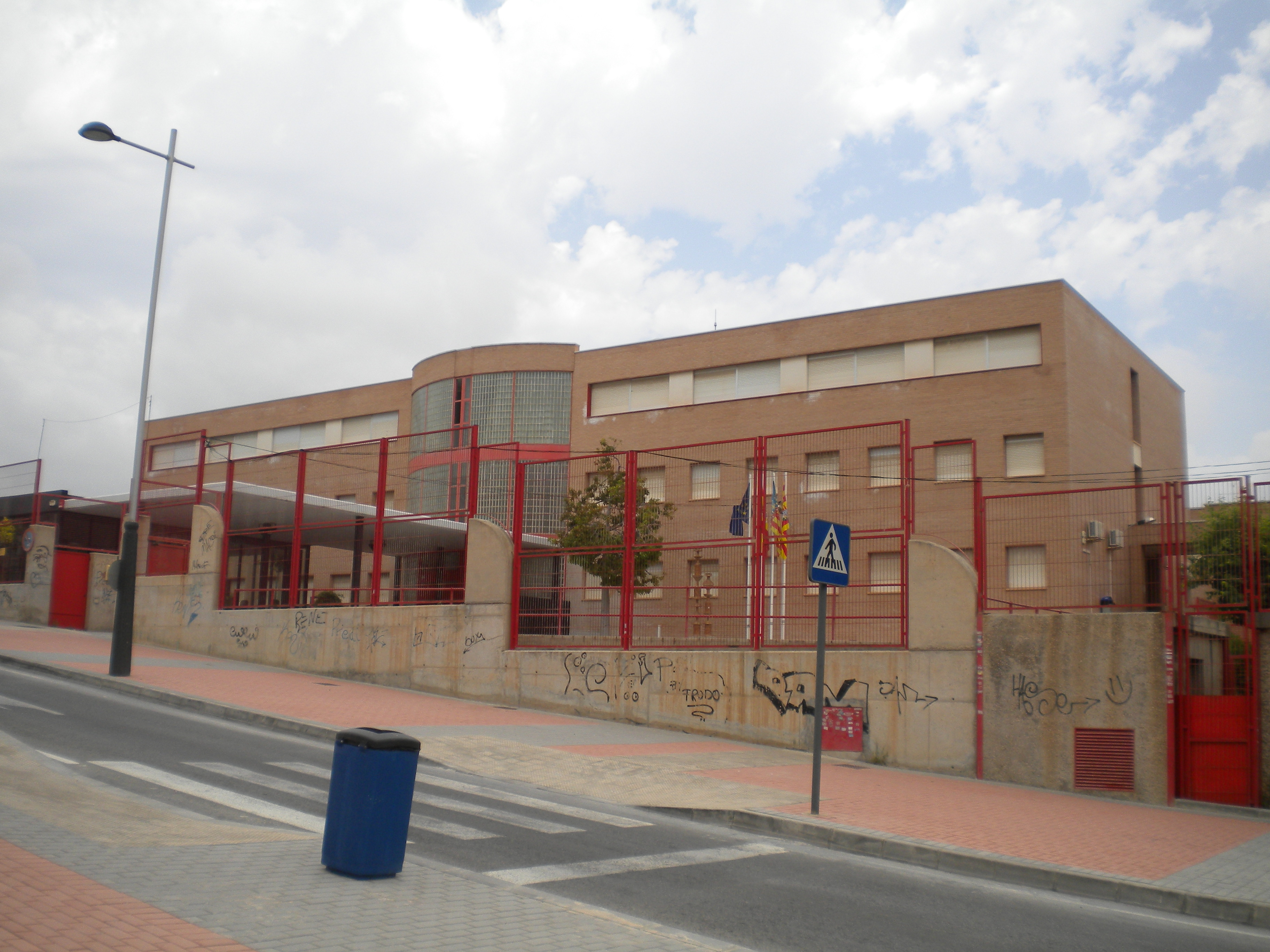
IES Clot de l'Illot

En la localidad se encuentran cuatro colegios públicos de educación primaria e infantil (El Fabraquer, El Vincle, Pla de Barraques y Rafael Altamira) y dos institutos de enseñanza secundaria (Clot de l'Illot y Enric Valor). Igualmente, existen otros centros educativos como el liceo francés de Alicante Pierre Deschamps, el colegio Fundación Antonio Bonny y el colegio concertado salesiano Nuestra Señora de la Piedad.
Los centros universitarios más cercanos se encuentran en la vecina San Juan de Alicante, con el campus de la Universidad Miguel Hernández, así como la propia Universidad de Alicante de la capital.

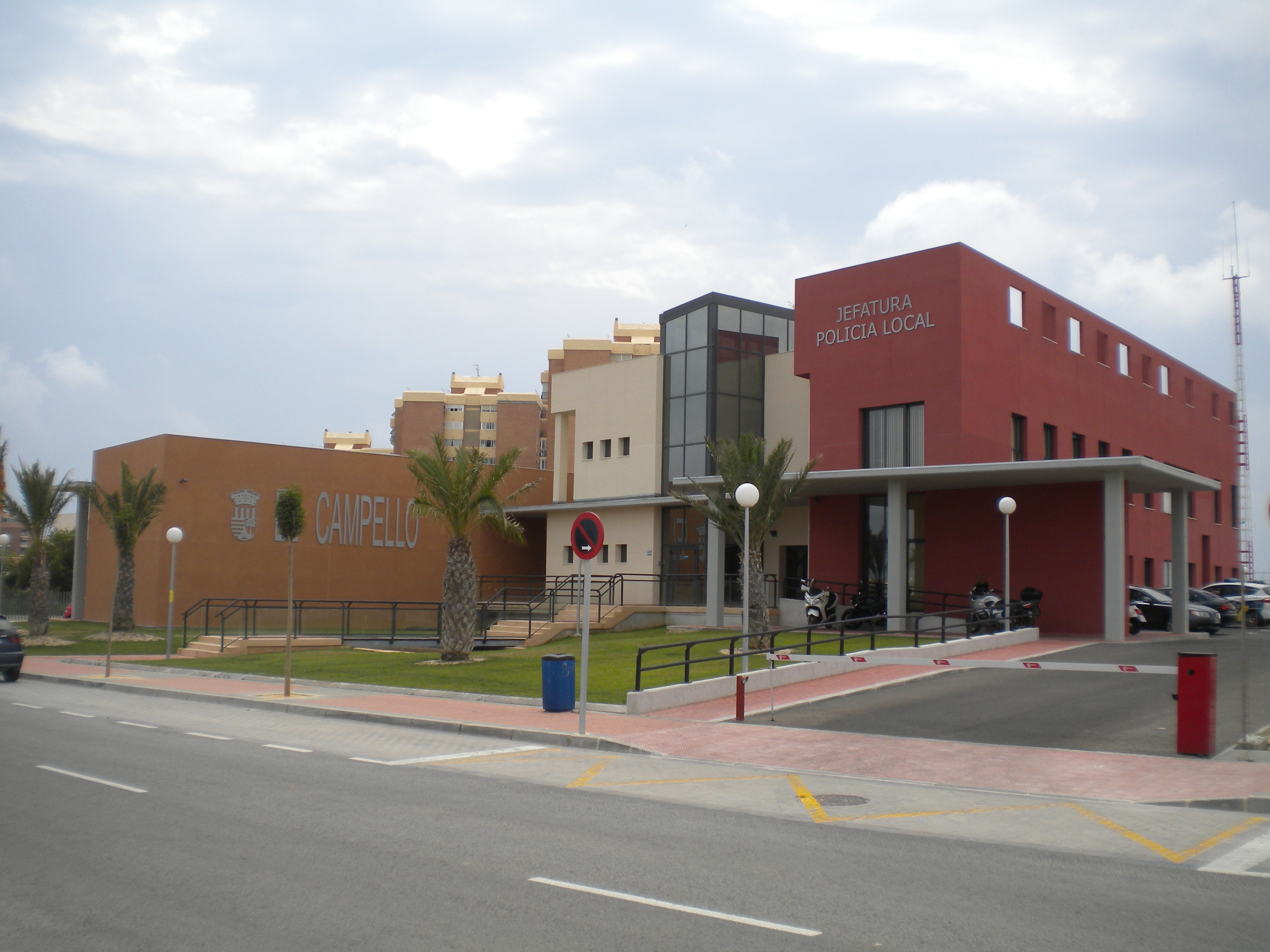
Jefatura de la policía local

### Sanidad
La asistencia sanitaria se realiza en el centro de salud que se halla en el núcleo urbano, existiendo además sendos consultorios en la zona de Muchavista y de Cala d'Or. El centro especializado más cercano es el Hospital Universitario de San Juan de Alicante. El municipio cuenta además con 13 farmacias.

### Seguridad
El municipio cuenta con su propio cuerpo de policía local, que mantiene una sede principal en el centro de la localidad. También existe un puesto de la Guardia Civil y una agrupación local de voluntarios de Protección Civil.

### Justicia
Existe un juzgado de paz en el centro de la localidad.

### Comunicaciones
El TRAM Metropolitano de Alicante (antiguo Trenet de la Marina) lleva desde Alicante hasta Denia pasa por El Campello, dando servicio a, prácticamente, todo el municipio atravesándolo de norte a sur. El Campello cuenta con 12 paradas en su término municipal y circulan las líneas 1 y 3 (una de tren y la otra de tranvía, respectivamente). A escala urbana en El Campello, la L1 conecta el núcleo urbano con la zona norte de su término y la L3 con la zona sur.

### Equipamientos culturales y sociales

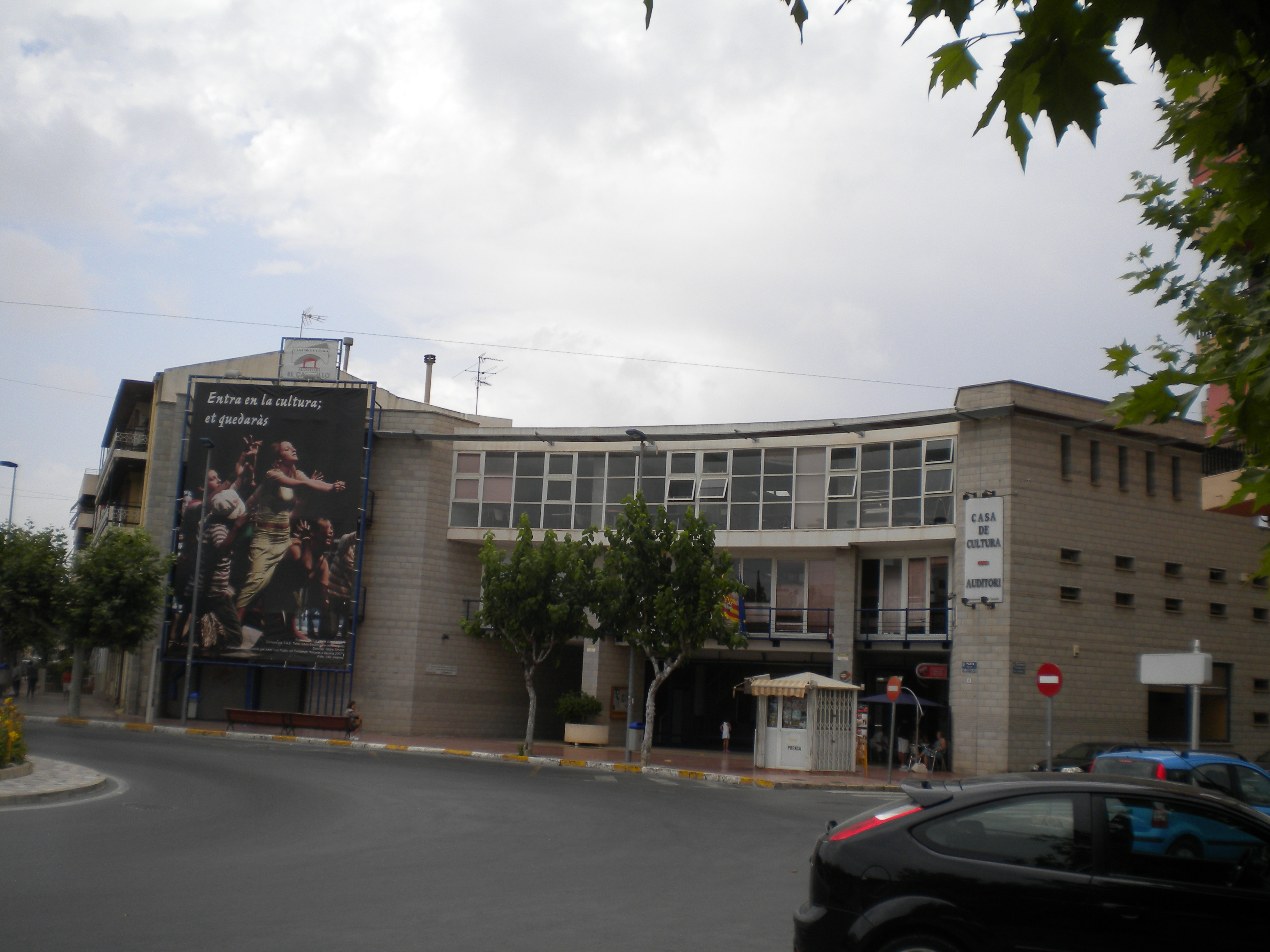
Casa de Cultura y auditorio

- Casa de Cultura y auditorio: situada en la plaza de la Constitución, acoge diversos espacios para el desarrollo de diversas actividades culturales, como aulas para la escuela de música, auditorio, teatro al aire libre y salas de exposiciones, donde destaca la del museo FAMEC (Fondos Artísticos Municipales de El Campello).
- Biblioteca municipal: se encuentra en la plaza de Canalejas o de la Iglesia, donde además de hallarse los servicios de biblioteca se encuentran otras dependencias polivalentes, como la Sala Ramon Llull, utilizada como salón de plenos municipal.
- Centro social El Barranquet: Es la sede de los servicios sociales municipales, entre los que se encuentra el Servicio de Información Juvenil, entre otros.

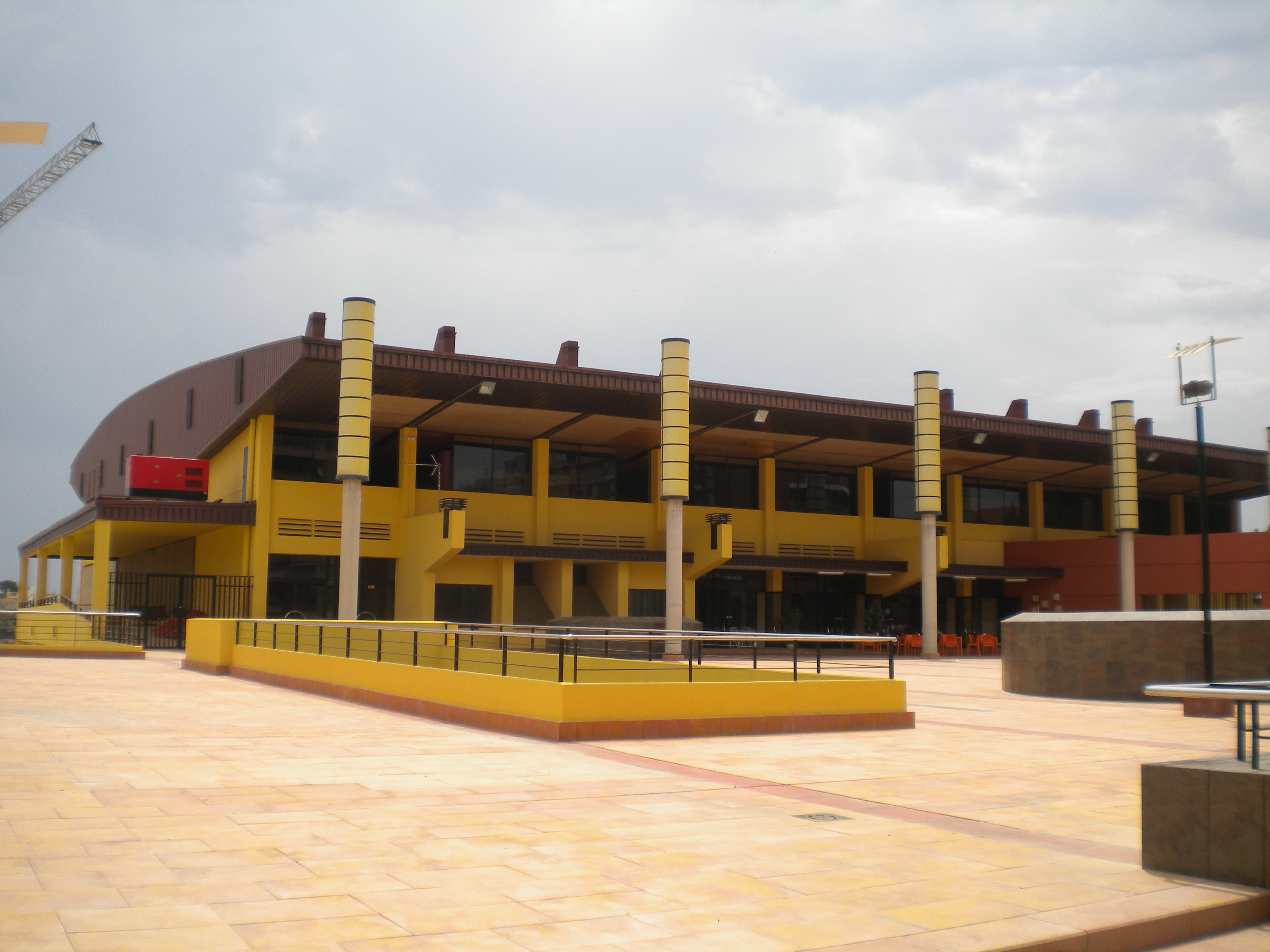
Pabellón polideportivo Centro

### Equipamientos deportivos
- Polideportivo Centro: Cuenta con dos pabellones cubiertos, así como un trinquete para la práctica de la pelota valenciana.
- Polideportivo El Vincle: Tiene dos campos de hierba artificial así como pistas de tenis.
- Además hay una piscina municipal cubierta, actualmente cerrada.

## Cultura

### Fiestas

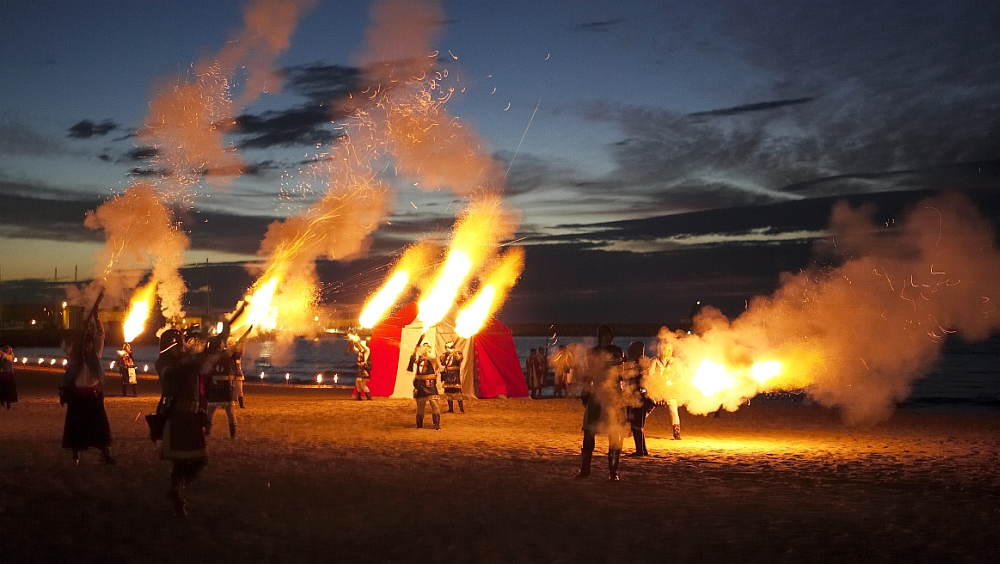
Desembarco en los Moros y Cristianos de 2006

- Fiestas de la Virgen del Carmen. Celebradas el 16 de julio en honor a la Virgen del Carmen, patrona de los marineros. Los principales actos son una procesión marinera, el traslado de la virgen a su ermita y fuegos artificiales.
- Moros y cristianos. Celebradas del 11 al 15 de octubre, incluyen un desembarco moro en la playa.

## Véase también

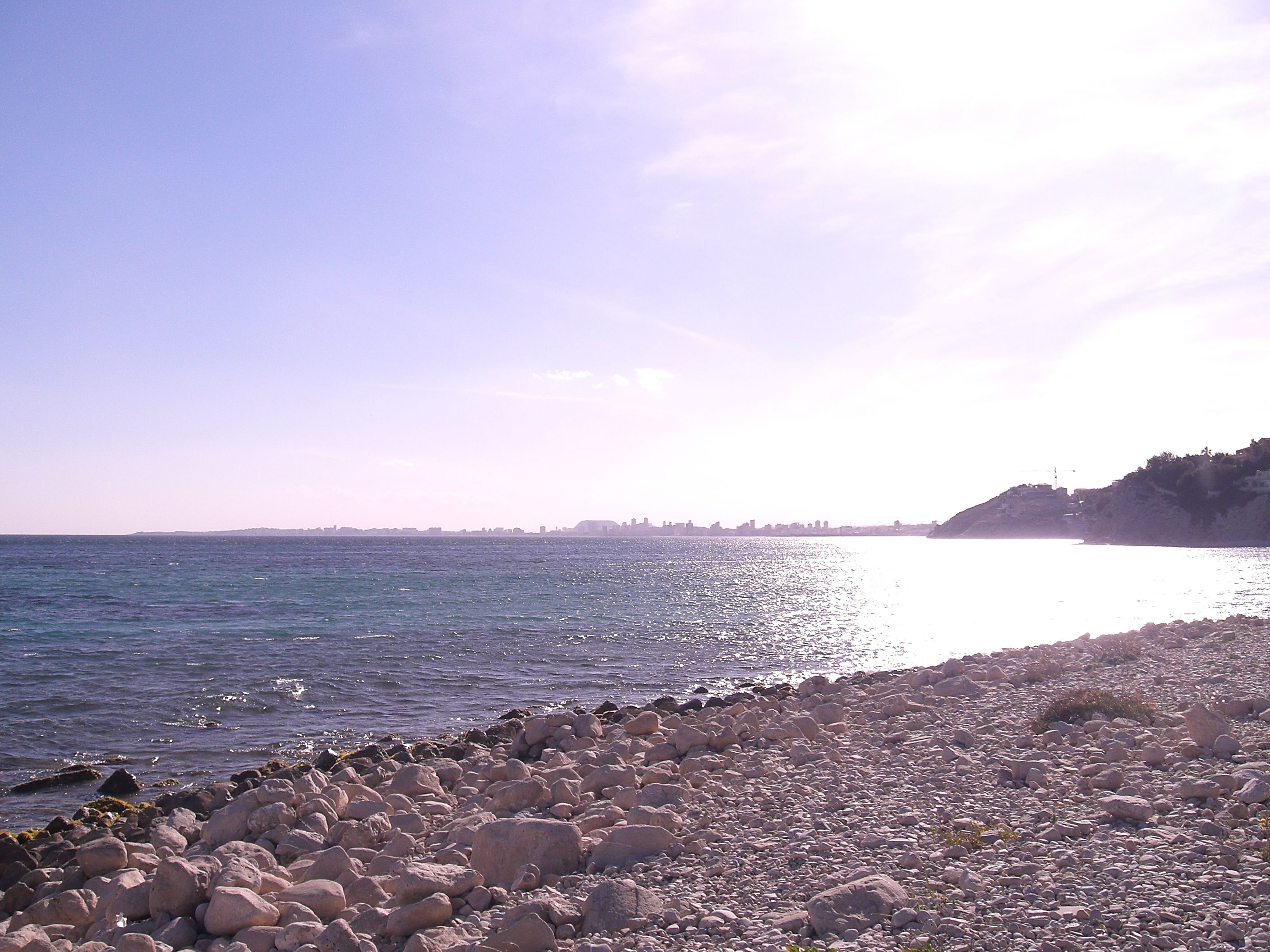
Vista de la bahía de Alicante desde Coveta Fumà

## Localidades hermanadas
- Saint-Christol-lès-Alès, Francia
- Valdilecha, España
- Elda, España
- Hagunia, Sáhara Occidental